# Коледж Грін Темплтон (Оксфорд)
Коледж Грін-Темплтон — один з коледжів Оксфордського університету. Він був заснований в 2008 році, коли коледж Грін та коледж Темплтон об'єдналися. Це найновіший коледж в Оксфорді.
Колишній Грін коледж був заснований в 1979 році і названий на честь одного зі своїх найбільших донорів, Сесіла Г. Гріна, засновника Texas Instruments.
Колишній коледж Темплтон був заснований в 1965 році як Оксфордський центр з вивчення проблем управління. Він був перейменований на Темплтон-коледж в 1983 році після того, як Джон Темплтон зробив величезне пожертвування.
Коледж Грін-Темплтон веде підготовку виключно аспірантів.
Найбільш помітною будівлею є Обсерваторія Редкліфф в центрі кампусу.